# جورج سميث (لاعب كرة قدم)
جورج سميث (بالإنجليزية: George Smith)‏ (1 يناير 1910 في المملكة المتحدة - ) هو لاعب كرة قدم بريطاني في مركز نصف الجناح. لعب مع برادفورد سيتي وكولتشستر يونايتد ونادي بريستول سيتي ونادي بورنموث ونيوبورت كونتي ووولفرهامبتون واندررز وThames A.F.C. ‏ ونادي باث سيتي وF.C. Clacton ‏.